# Wappen des Heiligen Stuhls
Das Wappen des Heiligen Stuhls ist ein Hoheitszeichen des nichtstaatlichen Völkerrechtssubjekts Heiliger Stuhl. Es ist zu unterscheiden vom Wappen der Vatikanstadt und dem Papstwappen als persönlichem Wappen des Papstes.

## Beschreibung
Das Wappen zeigt die Schlüssel Petri unter der Tiara, deren Bänder, die sogenannten Infuln, die Schlüsselenden umwinden. Anders als beim Wappen der Vatikanstadt zeigt im Wappen des Heiligen Stuhls der Bart des goldenen Schlüssels nach links (heraldisch rechts). Diese Schlüssel galten in der christlichen Ikonographie als Attribut des Hl. Petrus, da die Päpste als Bischöfe von Rom in seiner Nachfolge ihre Aufgabe vollbringen. Somit sind die römischen Päpste in der Kirchengeschichte nicht als Stellvertreter Gottes zu werten, sondern stehen in der apostolischen Nachfolge des Petrus, dem Jesus das Kirchenamt anvertraut hatte (Matth. 16, 19: „… werde dir die Schlüssel des Himmelreichs geben …“).
Anders als im päpstlichen Wappen und dem Wappen der Vatikanstadt sind die quastenbesetzten Enden der roten Kordel zuerst durch die Schlüsselreiden geführt und dann um den Kreuzungspunkt der Schlüssel geschlungen, von wo aus sie lose senkrecht nach unten hängen.

Wappen während der Sedisvakanz

Während einer Sedisvakanz wird die Tiara im Wappen entfernt.